# Charlotte Corday
Marie-Anne Charlotte de Corday d'Armont (27 tháng 7 năm 1768 - 17 tháng 7 năm 1793), được gọi là Charlotte Corday (tiếng Pháp: [kɔʁdɛ]), là một nhân vật của cách mạng Pháp. Năm 1793, cô bị xử tử bằng máy chém vì vụ ám sát nhà lãnh đạo Jacobin Jean-Paul Marat, người chịu trách nhiệm cho khóa học cấp tiến hơn mà Cách mạng đã đảm nhận vai trò là một chính trị gia và nhà báo. Marat đã đóng một vai trò quan trọng trong cuộc thanh trừng chính trị của Girondins, người mà Corday thông cảm. Vụ giết người của anh ta được Jacques-Louis David miêu tả trong bức tranh Cái chết của Marat, cho thấy xác chết của Marat sau khi Corday đâm anh ta vào bồn tắm thuốc. Năm 1847, nhà văn Alphonse de Lamartine đã đặt cho Corday biệt danh đáng ngưỡng mộ là l'ange de l'assassinat (Thiên thần ám sát).